# Karyzj
Karyzj (Russisch: Карыж) is een plaats in het zuiden van de oblast Koersk in Rusland ten zuiden van de rivier Sejm.
In augustus 2024, na het opblazen van twee bruggen over de Sejm in Gloesjkovo en Zvannoje werd ook de brug in Karyzj opgeblazen tijdens de inval van Oekraïne in Rusland.